# Allium hyalinum
Allium hyalinum är en amaryllisväxtart som beskrevs av Mary Katherine Curran. Allium hyalinum ingår i släktet lökar, och familjen amaryllisväxter. Inga underarter finns listade i Catalogue of Life.

## Bildgalleri

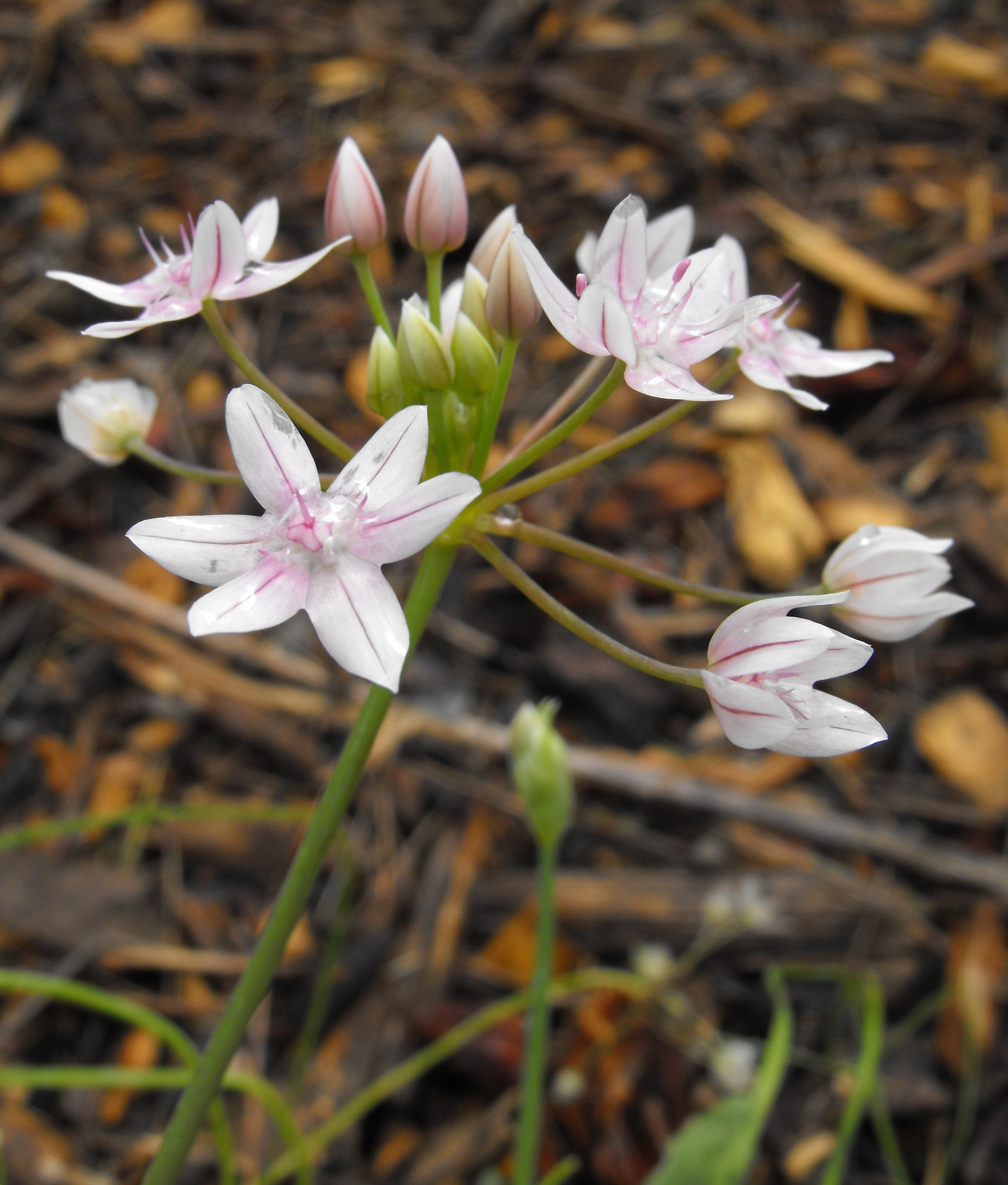